# -minu

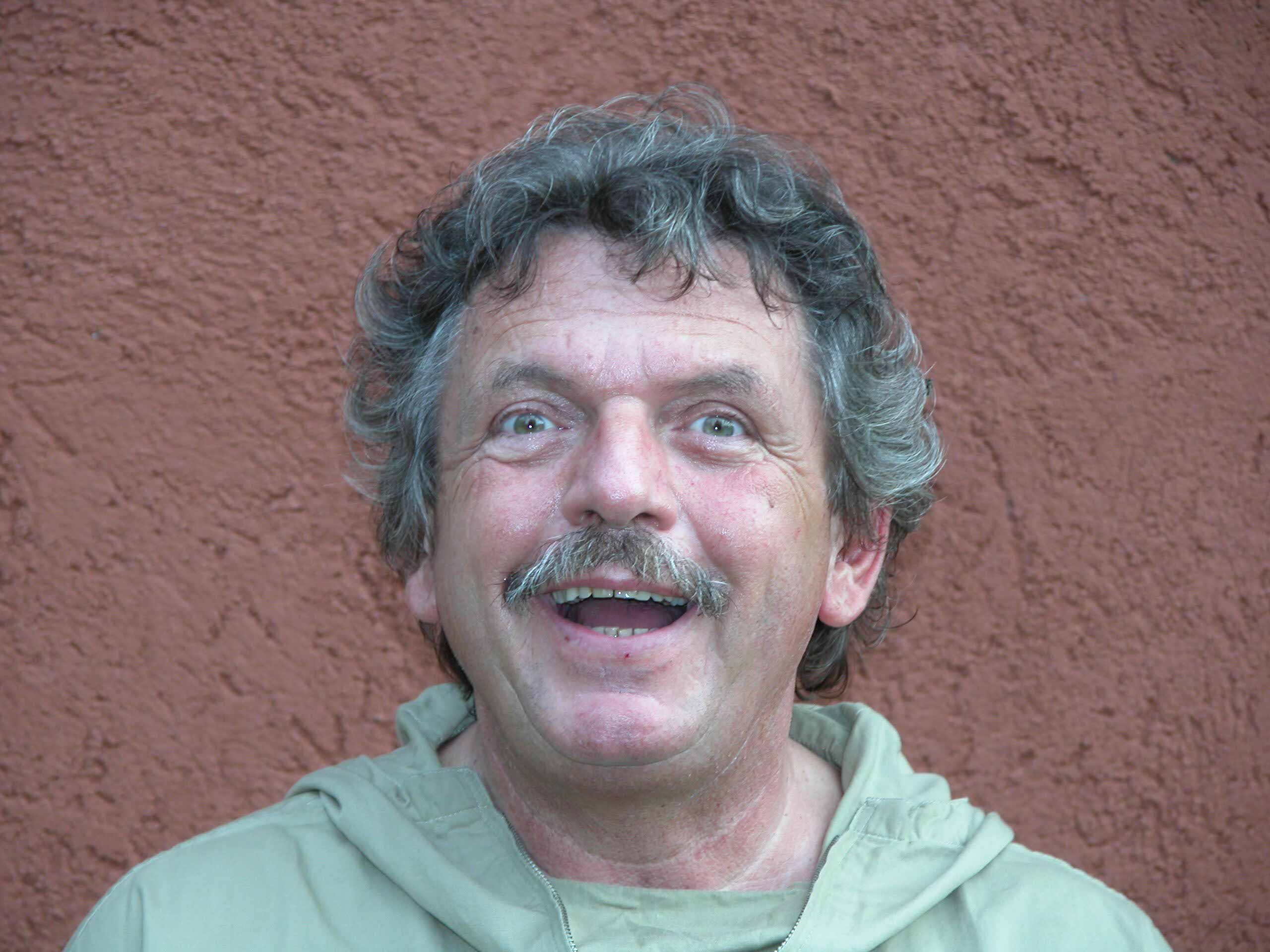
Hans-Peter Hammel,
bekannt als „-minu“

-minu [ˈminu] (eigentlich Hans-Peter Hammel; * 16. Juni 1947 in Basel) ist ein Schweizer Journalist, Schriftsteller und TV-Moderator sowie ein Basler Stadtoriginal.
Charakteristisch ist sein exaltierter Schreibstil. Er ist im Grossraum Basel eine lokale Berühmtheit, aber auch in der übrigen Deutschschweiz und im Elsass bekannt.

## Leben
Hans-Peter Hammel besuchte das Realgymnasium und danach eine Journalistenschule. Seit 1967 schreibt er wöchentlich Kolumnen für National-Zeitung und nach deren Fusion mit den Basler Nachrichten für die Basler Zeitung sowie Gastkolumnen für weitere Schweizer Zeitungen. Auf Telebasel hat -minu seit dem Jahr 2000 eine eigene Kochsendung (Kuchiklatsch), in der er Prominente aus der Region mit einem speziell auf sie zugeschnittenen Rezept überrascht. Seit Januar 2008 hat -minu zudem eine eigene Sendung auf Telebasel mit dem Titel -minus Monat. Er ist auch Autor mehrerer Kochbücher und hatte 2020 eine TV-Kochserie auf Tele Basel -minu`s Räschte. Seine Kolumnen und Geschichten sind auch in zahlreichen Buchveröffentlichungen erschienen.
Hammel lebt seit 1968 mit seinem Lebenspartner in Basel, im Elsass und in Italien, wo er auch Geschichten über Italien schreibt. 2017 sind sie eine eingetragene Partnerschaft eingegangen. 2019 veröffentlichte -minu seinen ersten Roman Die rosa Seehkuh.
2018 gab -minu bekannt, er habe sich im Alter von 69 Jahren bei ungeschütztem Sex mit einem anderen Mann mit dem HI-Virus angesteckt.

## Werke
- Basler Mimpfeli. 12 Bände. Buchverlag der Basler Zeitung, Basel 1973–1988
- Briefe aus Rom. 4 Bände. Basler Zeitung, Basel 1977–1985
- Bettmümpfeli für Grosse. 10 Bände. Basler Zeitung, Basel 1978–1989
- Rezepte à la -minu(te). Basler Zeitung, Basel 1983
- Basler Koch(t)köpfe. 4 Bände. Basler Zeitung, Basel 1986–1992
- Minu’s Basler Küche von A – Zed. Basler Zeitung, Basel 1989
- Grüsse aus Italien. Mit Farbfotos von Stefan Holenstein. 2 Bände. Basler Zeitung, Basel 1991/93
- Alltagsgeschichten. 8 Bände. Basler Zeitung, Basel 1991–1998, ISBN 3-85815-310-9
- Basel z’nacht. Ein Foto-Essay. Fotos von Beat Trachsler. Gute Schriften, Basel 1992, ISBN 3-7185-0123-6
- Basler Bilder. 2 Bände. Basler Zeitung, Basel 1992/93
- -Minus Kuchizeedel. Basler Zeitung, Basel 1993
- -Minu’s Tagebuch. Basler Zeitung, Basel 1994
- Fasnacht von A bis Z. Fotos von Walter Sütterlin. B-Verlag, Basel 1994, ISBN 3-905127-02-4
- Fred Spillmann. Basler Zeitung, Basel 1995
- Basler Geschichten. 2 Bände. Basler Zeitung, Basel 1995/96
- Basel. Fotos von Peter Gartmann. Basler Zeitung, Basel 1998, ISBN 3-85815-336-2
- Hans Stucki – die besten Rezepte. Basler Zeitung, Basel 1998
- Arthur Cohn. Der Mann mit den Träumen. Mit einem Vorwort von Johannes Mario Simmel. Basler Zeitung, Basel 1999; erw. Neuausgabe: Reinhardt, Basel 2007, ISBN 978-3-7245-1435-0
- -minu’s Basler Küche. Opinio, Basel 2003, ISBN 3-03999-026-8
- Etwas andere Weihnachtsgeschichten. Opinio, Basel 2004, ISBN 3-03999-040-3
- Olala Chocolat! Made in Schokoland. Fotos von Fernand Rausser. Wegwarte, Bolligen 2004, ISBN 3-9522671-9-8
- Der etwas andere Alltag. Glossen. Reinhardt, Basel 2006, ISBN 3-7245-1417-4
- Die neyi Goschdym-Kischte. Reinhardt, Basel 2007, ISBN 978-3-7245-1475-6
- Männer tragen keine Diademe. Mimpfeli. Reinhardt, Basel 2008, ISBN 978-3-7245-1544-9
- Besuch vom Christkind. 16 neue Weihnachtsgeschichten. Reinhardt, Basel 2010, ISBN 978-3-7245-1674-3
- Die neue Basler Küche. Reinhardt, Basel 2010, ISBN 978-3-7245-1676-7
- Die Rosa Seekuh, Reinhardt, Basel 2019
- Macht ihr einen Baum? Reinhardt, Basel 2020

## Belege
1. ↑  Martina Rutschmann: Minu ist HIV-positiv: «Ich könnte mich für meine Dummheit ohrfeigen.» In: bzbasel.ch vom 10. Oktober 2018.
2. ↑  Michèle Binswanger: Plötzlich HIV-positiv. In: Tages-Anzeiger vom 5. Dezember 2018 (Archiv).

| Personendaten    | Personendaten                                     |
| ---------------- | ------------------------------------------------- |
| NAME             | -minu                                             |
| ALTERNATIVNAMEN  | Hammel, Hans-Peter (wirklicher Name); Minu        |
| KURZBESCHREIBUNG | Schweizer Schriftsteller, Kolumnist und Moderator |
| GEBURTSDATUM     | 16. Juni 1947                                     |
| GEBURTSORT       | Basel                                             |